# Nobuko Miyamoto
Nobuko Miyamoto (japonés: 宮本信子 Miyamoto Nobuko, nacida el 27 de marzo de 1945) es una actriz japonesa. Nació en Otaru, Hokkaidō, y se crio en Nagoya, Aichi. Estuvo casada con el director de cine Juzo Itami desde 1969 hasta el aparente suicidio de éste en 1997, y participó con asiduidad en sus películas.
Ha sido nominada ocho veces al premio de la Academia del Cine de Japón, y lo ganó en 1988 por su actuación en A Taxing Woman.

## Filmografía selecta
- The Funeral (1984)
- Tampopo (1985)
- A Taxing Woman (1987)
- A Taxing Woman 2 (1988)
- A-ge-man (1990)
- Minbo no Onna (1992)
- Daibyonin (1993)
- Supermarket Woman (1996)
- Marutai no Onna (1997)
- Radio no Jikan (1997)